# Rasm Elabed, Idlib
Rasm Elabed, Idlib (tiếng Ả Rập: رسم العبد) là một ngôi làng Syria nằm ở Sinjar Nahiyah ở huyện Maarrat al-Nu'man, Idlib. Theo Cục Thống kê Trung ương Syria (CBS), Rasm Elabed, Idlib có dân số 414 trong cuộc điều tra dân số năm 2004.